# Грейнфілд (Канзас)
Грейнфілд (англ. Grainfield) — місто (англ. city) в США, в окрузі Гов штату Канзас. Населення — 322 особи (2020).

## Географія
Грейнфілд розташований за координатами 39°6′51″ пн. ш. 100°28′6″ зх. д. / 39.11417° пн. ш. 100.46833° зх. д. (39.114185, -100.468446).  За даними Бюро перепису населення США в 2010 році місто мало площу 1,23 км², уся площа — суходіл.

## Демографія
Згідно з переписом 2010 року, у місті мешкало 277 осіб у 127 домогосподарствах у складі 84 родин. Густота населення становила 225 осіб/км².  Було 162 помешкання (132/км²).
Расовий склад населення:
| - 100,0 % — білих |

До двох чи більше рас належало 0,0 %. Частка іспаномовних становила 0,0 % від усіх жителів.
За віковим діапазоном населення розподілялося таким чином: 20,9 % — особи молодші 18 років, 57,1 % — особи у віці 18—64 років, 22,0 % — особи у віці 65 років та старші. Медіана віку мешканця становила 46,2 року. На 100 осіб жіночої статі у місті припадало 89,7 чоловіків;  на 100 жінок у віці від 18 років та старших — 90,4 чоловіків також старших 18 років.
Середній дохід на одне домашнє господарство  становив 50 766 доларів США (медіана — 38 750), а середній дохід на одну сім'ю — 63 150 доларів (медіана — 49 844). За межею бідності перебувало 14,3 % осіб, у тому числі 19,8 % дітей у віці до 18 років та 11,0 % осіб у віці 65 років та старших.
Цивільне працевлаштоване населення становило 168 осіб. Основні галузі зайнятості: освіта, охорона здоров'я та соціальна допомога — 26,2 %, сільське господарство, лісництво, риболовля — 15,5 %, мистецтво, розваги та відпочинок — 10,7 %, оптова торгівля — 9,5 %.